# Petrus Johannes van Regemorter
Petrus Johannes van Regemorter (Anversa, 8 settembre 1755 – Anversa, 17 novembre 1830) è stato un pittore fiammingo di paesaggi e quadri di genere.

## Biografia
Allievo dell'Accademia di Anversa, si dedicò ad uno studio approfondito di dipinti in alcune collezioni private. Fu insegnante nella stessa Accademia e nel 1786 divenne il decano della Gilda di San Luca. Fu molto apprezzato per i suoi dipinti che rappresentavano paesaggi illuminati dalla luna. Acquisì una notevole esperienza anche come restauratore di quadri. Collaborò anche con il paesaggista fiammingo Hendrik de Cort.
Nel 1814, insieme al suo collega Balthasar Ommeganck, fece parte della Commissione incaricata dalla città di Anversa per la restituzione delle opere d'arte trafugate dalla Francia durante le guerre susseguite alla Rivoluzione francese. A lui si deve il rimpatrio del Cristo sulla croce, con Santa Caterina da Siena, San Domenico e un angelo di van Dyck, oggi al Museo Reale di Anversa.
Ignatius Josephus van Regemorter era suo figlio, nonché suo allievo.